# 菲吉诺塞伦扎
菲吉诺塞伦扎（義大利語：Figino Serenza），是意大利科莫省的一个市镇。总面积4平方公里，人口5181人，人口密度1295.3人/平方公里（2009年）。ISTAT代码为013101。